# Болд Хед Ајланд (Северна Каролина)
Болд Хед Ајланд (енгл. Bald Head Island) град је у америчкој савезној држави Северна Каролина.

## Демографија
По попису из 2010. године број становника је 158, што је 15 (-8,7%) становника мање него 2000. године.
| Група             | 2000.       | 2010.       |
| Белци             | 165 (95,4%) | 147 (93,0%) |
| Афроамериканци    | 5 (2,9%)    | 0 (0,0%)    |
| Азијати           | 0 (0,0%)    | 4 (2,5%)    |
| Хиспаноамериканци | 0 (0,0%)    | 5 (3,2%)    |
| Укупно            | 173         | 158         |